# Степанівська сільська рада (Семенівський район)
Степанівська сільська рада — колишній орган місцевого самоврядування у Семенівському районі Полтавської області з центром у c. Степанівка.
Населення — 952 осіб.

## Населені пункти
Сільраді були підпорядковані населені пункти:
- c. Степанівка
- с. Бурімка